# Adeixis
Adeixis is een geslacht van vlinders van de familie spanners (Geometridae), uit de onderfamilie Oenochrominae.

## Soorten
- A. baeckeae Holloway, 1979
- A. inostentata Walker, 1861
- A. major Holloway, 1979
- A. montana Holloway, 1979